# Fokje van der Velde
Fokje van der Velde (Scharnegoutum, 26 december 1918 - Groningen, 25 augustus 2008) uit Zuidhorn was een Nederlands kortebaan schaatsster.
Ze werd op 17 januari 1942 Nederlands Kampioen op de Kortebaan in Kampen en op 20 januari 1942 in Grouw. Het zilver was voor Lina van der Mei en de derde prijs voor Antje Wieberdink-Koopmans.
Fokje was gehuwd met kaatser Riemer Reinalda.

## Uitslagen
| Jaar | Plaats | Kampioenschap |
| ---- | ------ | ------------- |
| 1942 | Goud   | NK Kortebaan  |